# Dino 7 Cordas
Horondino José da Silva, conhecido como Dino 7 Cordas,  (Rio de Janeiro, 5 de maio de 1918 — Rio de Janeiro, 27 de maio de 2006) foi um violonista brasileiro reconhecido como maior influência do violão de sete cordas, instrumento musical no qual desenvolveu sua linguagem e técnica. Foi também um dos maiores instrumentistas de choro.

## Biografia
Nasceu na rua Orestes, no bairro carioca do Santo Cristo. Filho de Caetano José da Silva, fundidor do Lóide Brasileiro, e de Cacemira Augusta da Silva, conhecida pelo apelido de Filhinha. Seu registro de nascimento foi feito em agosto, motivo pelo qual em algumas obras importantes está consignada a data de 5 de agosto como sendo a de seu nascimento. Sua relação com o violão vem desde a infância. Seu pai era violonista amador, assim como outros amigos que freqüentavam a casa. Estava sempre atento ao movimento musical ao qual prestava enorme atenção. Começou a praticar inicialmente o bandolim, que abandonou pouco depois pelo violão.
Ao terminar o curso primário, empregou-se como operário em uma confecção de calçados. Por essa época já participava de festas e saraus familiares, onde revezava o violão com seu pai. Em uma dessas ocasiões, conheceu o pandeirista Jacó Palmieri e o cantor Augusto Calheiros, figuras que teriam grande importância para seu ingresso na vida profissional.
Por volta de 1934, passou a acompanhar Calheiros em espetáculos de circo, ganhando pequena remuneração que complementava a do trabalho na fábrica de calçados. Por essa época, já dominava o repertório musical de toadas, valsas e sambas que aprendia através do rádio. Seu modelo de acompanhamento era fornecido pela dupla Nei Orestes e Carlos Lentini, violonistas do Regional de Benedito Lacerda, um dos mais sólidos regionais da época. Esse tipo de aprendizado foi definitivo em sua carreira. Daí vieram o repertório e a capacidade de acompanhar diversos gêneros, entre tantas outras peculiaridades.
Sua carreira deslancha em 1937, quando foi convidado a substituir o violonista do Regional de Benedito Lacerda, Nei Orestes, que adoeceu e teve de ser hospitalizado. O regional seria então liderado pelo flautista e formado por Dino e Jayme Florence, o Meira, nos violões, Popeye no pandeiro e Valdiro Frederico Tramontano e o Canhoto, no cavaquinho. Dino e Meira se tornariam uma espécie de grife no mundo do samba e do choro, sendo incontáveis as gravações das quais participaram durante três décadas.
Em 1940, aos 22 anos, iniciou sua atividade de compositor. São desse ano as gravações da marcha "Pára maestro", com Gastão Viana, e a batucada "Não vai Miguelina", com Canhoto, ambas registradas por Almirante na Odeon. Em 1941, Castro Barbosa, que além de intérprete assinou com Dino a parceria, gravou "Quem ri no fim, ri melhor". Sua última composição gravada em 78 rpm foi o samba-canção "Pretexto", com Augusto Mesquita, num registro de Ângela Maria. Ao todo, foram 35 músicas, 25 vocais e 10 instrumentais. Em 1942, já um profissional da música, resolveu aprender teoria musical, o que fez sob a orientação de Veríssimo, um pianista de navios do Lóide Brasileiro. Fato marcante para a trajetória do conjunto, que teve sempre uma carreira de êxito, foi a entrada de Pixinguinha com seu sax-tenor em 1946, estabelecendo-se a partir de então a parceria Pixinguinha-Benedito Lacerda, que até 1950 rendeu além de composições uma série de 17 discos.
Em 1943, quando o Regional de Benedito Lacerda exibia-se no programa "Piadas do manduca" de Lauro Borges, conheceu aquela que seria sua grande companheira, Dª Rosa, com quem teve um filho, Dininho, também músico (contrabaixista) com grande atuação na MPB. Benedito Lacerda foi seu padrinho de casamento.
Em 1954, ao mandar fazer seu primeiro violão de sete cordas, o que o fez um dos pioneiros do gênero no Brasil, passou a ser conhecido como Dino Sete Cordas.
Em 1974 arranjou e gravou o primeiro disco do Cartola.
O maestro Horondino nunca fez questão de ter seu nome na capa de nenhum disco, mas por insistência de um dos seus discípulos mais famosos, em 1991 gravou o Raphael Rabello e Dino 7 Cordas.
Em seus últimos anos de vida dava aulas de violão.
Morreu de pneumonia em 27 de maio de 2006 no Hospital do Andaraí. O corpo foi velado e sepultado no cemitério de São João Batista, no bairro de Botafogo.